# Eld
Albums de Enslaved
Frost
(1994) Blodhemn
(1998)
Eld est le troisième album studio du groupe de Viking Metal norvégien : Enslaved. L'album est sorti en 1997 sous le label Osmose Productions.
Cet album marquera un tournant dans la carrière du groupe avec un nouveau son et une orientation musicale différents de leurs deux premiers opus. On peut y entendre des passages thrash metal et folk.
Sur la pochette de l'album, est photographié le chanteur et cofondateur du groupe Grutle Kjellson (alors âgé de 23 ans) en tenue viking.
Les tenues et les armes présentes sur les photographies, seront fournies par le musée « Galleri Bryggen » situé à Bergen.
Seuls les deux membres fondateurs du groupe (Grutle Kjellson et Ivar Bjørnson) écriront les textes et la musique sur cet album.
"Eld"  fera l'objet d'un travail acharné et complexe, tant dans la composition que dans l'écriture, et deviendra très vite un classique du groupe.
Pour la première fois les paroles, écrites dans leur langue natale, feront l'objet d'une traduction anglaise.
Le titre 793 "Slaget om Lindisfarne" (Bataille de Lindisfarne) est pour l'instant le titre le plus long de toute la discographie d'Enslaved.
C'est le premier album du groupe avec le batteur Harald Helgeson, qui peut se targuer d'avoir apporté une pierre à l'édifice de cet excellent chef-d'œuvre, avec un son et un style définis, et qui feront de "Eld" et de sa musique une référence dans la carrière d'Enslaved! C'est donc également le premier album du groupe sans sa formation d'origine.

## Musiciens
- Grutle Kjellson (Kjetil Grutle)  - Chant, Basse
- Ivar Bjørnson (Ivar Skontorp Peersen) - Guitare, Claviers
- Harald Helgeson (Harald Magne Revheim) - Batterie

## Liste des morceaux
1. 793 (Slaget om Lindisfarne) – 16:10
2. Hordalendingen – 5:19
3. Alfablot – 6:33
4. Kvasirs Blod – 7:51
5. For Lenge Siden – 8:08
6. Glemt – 8:04
7. Eld – 6:36